# Наталья Старр
Катажина Тишка (Katarzyna Tyszka, нар. 22 березня 1993), відома як Наталья Старр (англ. Natalia Starr) — американська порноакторка польського походження.

## Життєпис
Народилась в Польщі та переїхала до США в 2000 році у семирічному віці. Зростала в Вільямсбурзі, Бруклін та Квінзі, Нью-Йорк.

### Порноіндустрія
В порноіндустрію потрапила в серпні 2012 року, підписавши контракт з LA Direct Models. Спочатку працювала гламур-моделлю для Digital Desire та Twistys.

З сестрою Наташею Старр вони відомі як Сестри Старр (англ. "The Starr Sisters"). У 2013 році вони були названі Penthouse Pets of the Month в липні та серпні відповідно, що стало прецедентом, коли сестри ставали Penthouse Pets. В серпні 2013 обидві сестри підписали контракт з OC Modeling.

## Нагороди та номінації
| РІк  | Премія     | Результат                                                     |
| ---- | ---------- | ------------------------------------------------------------- |
| 2014 | AVN Award  | Нагорода AVN найкращій новій старлетціНайкраща нова старлетка |
| 2014 | XBIZ Award | Best New Starlet                                              |